# TV3 (Estônia)

Logo da TV3

TV3 da Estônia é o maior canal comercial de televisão do país, apresentando vários programas, jornais, desenhos e séries,pertence a Viasat(MTG).Foi fundado em 1996.